# 1664
Il 1664 (MDCLXIV in numeri romani) è un anno bisestile del XVII secolo.

## Eventi
- I Monaldeschi cedono Torre Alfina alla Camera Apostolica ed il castello di Montecalvello passa nelle mani del Marchese Marcello Raimondi.
- Viene fondata la Gazzetta di Mantova, il più antico giornale d'Italia e del mondo.
- 1º agosto – Si combatte la battaglia di San Gottardo, nella quale le forze del Sacro Romano Impero guidate da Raimondo Montecuccoli  sconfiggono le truppe ottomane guidate dal Gran Vizir Fazıl Ahmed Köprülü.

## Nati

### Gennaio
- 1º gennaio - Alvise Pisani, doge († 1741)
- 9 gennaio - Joseph Greissing, architetto tedesco († 1721)
- 17 gennaio - Antonio Salvi, librettista italiano († 1724)
- 20 gennaio - Gian Vincenzo Gravina, letterato e giurista italiano († 1718)
- 24 gennaio - John Vanbrugh, architetto e drammaturgo inglese († 1726)

### Febbraio
- 14 febbraio - Pier-Sante Cicala, pittore italiano († 1727)
- 14 febbraio - Carlo Giuseppe Gonzaga, nobile italiano († 1703)
- 16 febbraio - Nicolas Fatio de Duillier, matematico e astronomo svizzero († 1753)

### Marzo
- 6 marzo - Pierre Taffin, nobile e imprenditore francese († 1745)
- 12 marzo - Maurizio Guglielmo di Sassonia-Zeitz, nobile tedesco († 1718)
- 14 marzo - Silvio Stampiglia, librettista italiano († 1725)
- 20 marzo - Johann Baptist Homann, cartografo, editore e incisore tedesco († 1724)
- 29 marzo - Bernardo Maria Conti, cardinale e vescovo cattolico italiano († 1730)

### Aprile
- 5 aprile - Elisabetta Teresa di Lorena, nobildonna francese († 1748)
- 6 aprile - Arvid Horn, diplomatico svedese († 1742)
- 29 aprile - Giovanni Giuliani, scultore e intagliatore italiano († 1744)
- 30 aprile - Francesco Luigi di Borbone-Conti, principe e generale († 1709)
- 30 aprile - Baldassarre Grasso, pittore italiano († 1714)

### Maggio
- 21 maggio - Giulio Alberoni, cardinale e politico italiano († 1752)
- 30 maggio - Johann Kaspar II Cobenzl, nobile austriaco († 1742)

### Giugno
- 3 giugno - Rachel Ruysch, pittrice olandese († 1750)
- 6 giugno - Paolo Bartolomeo Clarici, cartografo e botanico italiano († 1725)
- 13 giugno - Giovanni Antonio de Groot, pittore italiano († 1712)
- 13 giugno - Giovanni Ernesto di Nassau-Weilburg, principe tedesco († 1719)
- 15 giugno - Jean Meslier, filosofo e presbitero francese († 1729)
- 22 giugno - Giovanni Ernesto III di Sassonia-Weimar, duca tedesco († 1707)
- 24 giugno - Antonio Pacchioni, anatomista italiano († 1726)

### Luglio
- 3 luglio - James Stanley, X conte di Derby, nobile e politico inglese († 1736)
- 6 luglio - Giovanni Pellegrino Dandi, giornalista, editore e presbitero italiano
- 15 luglio - Giacomo Francesco Cipper, pittore austriaco († 1736)
- 18 luglio - Francesco Luigi del Palatinato-Neuburg, arcivescovo cattolico tedesco († 1732)
- 20 luglio - Cornelia Zangheri Bandi, nobile italiana († 1731)

### Agosto
- 2 agosto - Filippo Reinardo di Hanau-Münzenberg, conte tedesco († 1712)
- 4 agosto - Louis Lully, compositore francese († 1734)
- 6 agosto - Johann Christoph Schmidt, compositore e direttore d'orchestra tedesco († 1728)
- 20 agosto - János Pálffy, generale austriaco († 1751)
- 29 agosto - Giuseppe Torretti, scultore e intagliatore italiano († 1743)

### Settembre
- 5 settembre - Vincenzo Ludovico Gotti, cardinale e teologo italiano († 1742)
- 5 settembre - Charlotte Lee, contessa di Lichfield, nobile inglese († 1718)
- 5 settembre - Louis Antoine de Pardaillan de Gondrin, nobile francese († 1736)
- 6 settembre - Marcellino Corio, cardinale italiano († 1742)
- 11 settembre - Filippo Erasmo del Liechtenstein, principe e generale austriaco († 1704)
- 18 settembre - Anton Maria Maragliano, scultore italiano († 1739)
- 18 settembre - Gualtiero Francesco Saverio di Dietrichstein, nobile boemo († 1738)
- 21 settembre - Sinibaldo Doria, cardinale e arcivescovo cattolico italiano († 1733)
- 23 settembre - Girolamo Alessandro Cappellari Vivaro, storico italiano († 1748)

### Ottobre
- 12 ottobre - Praskov'ja Fëdorovna Saltykova, nobile russa († 1723)
- 17 ottobre - Diego de Astorga y Céspedes, cardinale e arcivescovo cattolico spagnolo († 1734)
- 18 ottobre - George Compton, IV conte di Northampton, nobile inglese († 1727)
- 26 ottobre - Antoine-François de Laval, cartografo e astronomo francese († 1728)
- 29 ottobre - Pietro Galletti, vescovo cattolico italiano († 1757)

### Novembre
- 4 novembre - Carlo Francesco Giocoli, vescovo cattolico italiano († 1723)
- 11 novembre - René-François de Beauvau du Rivau, arcivescovo cattolico francese († 1739)
- 24 novembre - Margherita Maria Farnese, nobile italiana († 1718)

### Dicembre
- 8 dicembre - Nuno da Cunha e Ataíde, cardinale e vescovo cattolico portoghese († 1750)
- 13 dicembre - Carlotta Giovanna di Waldeck-Wildungen, nobile tedesca († 1699)
- 18 dicembre - Archibald Primrose, I conte di Rosebery, nobile e politico scozzese († 1723)
- 26 dicembre - Johann Melchior Dinglinger, orafo tedesco († 1731)

### Senza giorno specificato
- Ferrante Amendola, pittore italiano († 1724)
- Urbano Barberini, III principe di Palestrina, nobile italiano († 1722)
- Francesca Maria Apolline Biancolelli, attrice teatrale italiana († 1747)
- Giacomo Bolognini, pittore italiano († 1734)
- William Bromley, politico inglese († 1732)
- Francesco de' Ficoroni, antiquario e archeologo italiano († 1747)
- Pablo González Velázquez, scultore spagnolo († 1727)
- Nicolaes Hooft, pittore e illustratore olandese († 1748)
- John Jennings, ammiraglio e politico inglese († 1743)
- Matthieu Marais, giurista e scrittore francese († 1737)
- Michele Mascitti, violinista e compositore italiano († 1760)
- William Mountfort, attore teatrale e drammaturgo inglese († 1692)
- Mustafa II, sultano ottomano († 1703)
- Lev Kirillovič Naryškin, politico russo († 1705)
- Matthew Prior, letterato britannico († 1721)
- Daniel Purcell, compositore e organista inglese († 1717)
- Andreas Schlüter, scultore e architetto tedesco († 1714)
- Torii Kiyonobu I, pittore giapponese († 1729)
- Jorge de Villalonga
- Conrad Zellweger, politico svizzero († 1741)
- François Xavier d'Entrecolles, gesuita francese († 1741)

## Morti

### Gennaio
- 1º gennaio - Luigi I d'Este, nobile e militare italiano (n. 1594)
- 8 gennaio - Moïse Amyraut, teologo francese (n. 1596)
- 14 gennaio - Francesca Maddalena d'Orléans, nobile francese (n. 1648)
- 26 gennaio - Carlo Maranta, vescovo cattolico italiano (n. 1583)
- 27 gennaio - Carlo Giuseppe d'Asburgo, nobile e vescovo cattolico austriaco (n. 1649)

### Febbraio
- 3 febbraio - Maddalena Corvina, miniatrice e pittrice italiana (n. 1607)
- 17 febbraio - Orazio Falconieri, nobile italiano (n. 1579)
- 21 febbraio - Fernando de Castro y Andrade, arcivescovo cattolico spagnolo (n. 1594)

### Marzo
- 13 marzo - Ludovico Jacobilli, presbitero e storico italiano (n. 1598)
- 14 marzo - Clemente Molli, scultore italiano (n. 1599)

### Aprile
- 4 aprile - Adam Willaerts, pittore e disegnatore olandese (n. 1577)
- 24 aprile - Silvio I Nimrod di Württemberg-Oels, duca (n. 1622)

### Maggio
- 4 maggio - Cornelis de Graeff, politico olandese (n. 1599)
- 5 maggio - Giovanni Benedetto Castiglione, pittore e incisore italiano (n. 1609)
- 11 maggio - Salomon de Bray, pittore, poeta e architetto olandese (n. 1597)
- 19 maggio - Elisabetta di Borbone-Vendôme, nobile francese (n. 1614)
- 31 maggio - Celestino Bruno, vescovo cattolico e teologo italiano

### Giugno
- 2 giugno - Enrico II di Guisa, arcivescovo francese (n. 1614)
- 13 giugno - Michel Corneille il Vecchio, pittore, incisore e insegnante francese
- 15 giugno - Bonifazio Graziani, compositore italiano
- 22 giugno - Katherine Philips, poetessa, letterata e traduttrice gallese (n. 1632)

### Luglio
- 4 luglio - Giorgio III di Brieg, nobile polacco (n. 1611)
- 8 luglio - Giovanni Pellei, vescovo cattolico italiano
- 11 luglio - Philips Angel II, pittore, incisore e illustratore olandese (n. 1618)
- 12 luglio - Stefano della Bella, incisore italiano (n. 1610)
- 15 luglio - Enrico Volrado di Waldeck, nobile tedesco (n. 1642)
- 16 luglio - Andreas Gryphius, poeta e drammaturgo tedesco (n. 1616)
- 31 luglio - Goschwin Nickel, gesuita tedesco (n. 1582)

### Agosto
- 3 agosto - Jacopo Vignali, pittore italiano (n. 1592)
- 7 agosto - Paul Le Jeune, gesuita francese (n. 1591)
- 22 agosto - Maria Cunitz, astronoma e matematica tedesca (n. 1610)
- 27 agosto - Cornelis Bega, pittore e incisore olandese (n. 1620)
- 27 agosto - Francisco de Zurbarán, pittore spagnolo (n. 1598)

### Settembre
- 2 settembre - Antoine de Lalouvère, matematico e gesuita francese (n. 1600)
- 7 settembre - Andrea Cirino, teologo, letterato e storico italiano (n. 1618)
- 8 settembre - Samuel Guichenon, storico, genealogista e avvocato francese (n. 1607)
- 10 settembre - Giovanni Battista Scanaroli, vescovo cattolico italiano (n. 1579)
- 23 settembre - Laura del Bosco Ventimiglia, nobile italiana (n. 1610)

### Ottobre
- 5 ottobre - Girolamo Nicolino, storico e giurista italiano (n. 1604)
- 9 ottobre - Cornelis van Dalen II, incisore, pittore e disegnatore olandese (n. 1638)
- 27 ottobre - Vincenzo Lorenzoni, notaio e politico sammarinese (n. 1583)
- 30 ottobre - Nanbu Shigenao, militare giapponese (n. 1606)
- 31 ottobre - Guglielmo Federico di Nassau-Dietz, nobile olandese (n. 1613)

### Novembre
- 2 novembre - Gheorghe Ghica, nobile rumeno (n. 1600)
- 2 novembre - Giovanni Maria Pirella, giudice e militare spagnolo
- 4 novembre - Gaspar Alfonso Pérez de Guzmán, nobile spagnolo (n. 1602)
- 9 novembre - Camillo Pellegrino, scrittore, storico e storiografo italiano (n. 1598)
- 17 novembre - Nicolas Perrot d'Ablancourt, traduttore e scrittore francese (n. 1606)
- 18 novembre - Miklós Zrínyi, poeta croato (n. 1620)
- 28 novembre - Claude Chantelou, monaco cristiano francese (n. 1617)
- 30 novembre - Giovanni Battista Manzini, nobile, letterato e romanziere italiano (n. 1599)

### Dicembre
- 17 dicembre - Francesco Gisulfo e Osorio, vescovo cattolico italiano (n. 1602)
- 25 dicembre - Niccolò I Ludovisi, nobile italiano (n. 1610)
- 25 dicembre - Diego de Egües y Beaumont, militare e politico spagnolo (n. 1608)
- 26 dicembre - Eleonora Dorotea di Anhalt-Dessau, nobile (n. 1602)

### Senza giorno specificato
- Guru Har Krishan, mistico indiano (n. 1656)
- Christian Aagard, poeta danese (n. 1616)
- Pieter Balling, scrittore e traduttore olandese
- Anthony Burges, predicatore e religioso inglese
- Richard Byfield, religioso inglese (n. 1598)
- Daniel Cawdry, presbitero inglese (n. 1588)
- Giovanni Agostino Cucchi, anatomista, medico e filosofo italiano
- Giovanni Gonnelli, scultore italiano (n. 1603)
- Gu Hengbo, poetessa e pittrice cinese (n. 1619)
- Giovanni Guicciardi, nobile italiano (n. 1584)
- Juan Gutiérrez de Padilla, compositore spagnolo
- Leo van Heil, pittore e architetto fiammingo (n. 1605)
- Lambert de Hondt, pittore fiammingo (n. 1620)
- John Hoskins il Vecchio, pittore e miniatore inglese (n. 1590)
- John Hutchinson, politico britannico (n. 1615)
- Johannes Janssonius, cartografo, editore e incisore olandese (n. 1588)
- Richard Lee I, militare e politico britannico (n. 1617)
- Liu Rushi, poetessa, calligrafa e pittrice cinese (n. 1618)
- Cornelio Malvasia, nobile e militare italiano (n. 1603)
- Angelo Nardi, pittore italiano (n. 1584)
- Reinier Nooms, incisore, pittore e disegnatore olandese (n. 1623)
- Juan Pastor, vescovo cattolico e letterato spagnolo
- Qian Qianyi, poeta e storico cinese (n. 1582)
- Charles Racquet, organista e compositore francese (n. 1597)
- Francisco Salgado de Somoza, teologo e giurista spagnolo (n. 1590)
- Charlotte Stanley, contessa di Derby, nobile francese (n. 1599)
- Michiel Sweerts, pittore e incisore fiammingo (n. 1618)
- Ercole Teodoro Trivulzio, militare e nobile italiano (n. 1620)
- Yamauchi Tadayoshi, militare giapponese (n. 1592)
- Egbert van der Poel, pittore olandese (n. 1621)

## Calendario
| Calendario 1664 | Calendario 1664 | Calendario 1664 | Calendario 1664 | Calendario 1664 | Calendario 1664 | Calendario 1664 | Calendario 1664 | Calendario 1664 | Calendario 1664 | Calendario 1664 | Calendario 1664 | Calendario 1664 | Calendario 1664 | Calendario 1664 | Calendario 1664 | Calendario 1664 | Calendario 1664 | Calendario 1664 | Calendario 1664 | Calendario 1664 | Calendario 1664 | Calendario 1664 | Calendario 1664 | Calendario 1664 | Calendario 1664 | Calendario 1664 | Calendario 1664 | Calendario 1664 | Calendario 1664 | Calendario 1664 | Calendario 1664 | Calendario 1664 |
| --------------- | --------------- | --------------- | --------------- | --------------- | --------------- | --------------- | --------------- | --------------- | --------------- | --------------- | --------------- | --------------- | --------------- | --------------- | --------------- | --------------- | --------------- | --------------- | --------------- | --------------- | --------------- | --------------- | --------------- | --------------- | --------------- | --------------- | --------------- | --------------- | --------------- | --------------- | --------------- | --------------- |
|                 | 1               | 2               | 3               | 4               | 5               | 6               | 7               | 8               | 9               | 10              | 11              | 12              | 13              | 14              | 15              | 16              | 17              | 18              | 19              | 20              | 21              | 22              | 23              | 24              | 25              | 26              | 27              | 28              | 29              | 30              | 31              |                 |
| Gennaio         | Ma              | Me              | Gi              | Ve              | Sa              | Do              | Lu              | Ma              | Me              | Gi              | Ve              | Sa              | Do              | Lu              | Ma              | Me              | Gi              | Ve              | Sa              | Do              | Lu              | Ma              | Me              | Gi              | Ve              | Sa              | Do              | Lu              | Ma              | Me              | Gi              |                 |
| Febbraio        | Ve              | Sa              | Do              | Lu              | Ma              | Me              | Gi              | Ve              | Sa              | Do              | Lu              | Ma              | Me              | Gi              | Ve              | Sa              | Do              | Lu              | Ma              | Me              | Gi              | Ve              | Sa              | Do              | Lu              | Ma              | Me              | Gi              | Ve              |                 |                 |                 |
| Marzo           | Sa              | Do              | Lu              | Ma              | Me              | Gi              | Ve              | Sa              | Do              | Lu              | Ma              | Me              | Gi              | Ve              | Sa              | Do              | Lu              | Ma              | Me              | Gi              | Ve              | Sa              | Do              | Lu              | Ma              | Me              | Gi              | Ve              | Sa              | Do              | Lu              |                 |
| Aprile          | Ma              | Me              | Gi              | Ve              | Sa              | Do              | Lu              | Ma              | Me              | Gi              | Ve              | Sa              | Do              | Lu              | Ma              | Me              | Gi              | Ve              | Sa              | Do              | Lu              | Ma              | Me              | Gi              | Ve              | Sa              | Do              | Lu              | Ma              | Me              |                 |                 |
| Maggio          | Gi              | Ve              | Sa              | Do              | Lu              | Ma              | Me              | Gi              | Ve              | Sa              | Do              | Lu              | Ma              | Me              | Gi              | Ve              | Sa              | Do              | Lu              | Ma              | Me              | Gi              | Ve              | Sa              | Do              | Lu              | Ma              | Me              | Gi              | Ve              | Sa              |                 |
| Giugno          | Do              | Lu              | Ma              | Me              | Gi              | Ve              | Sa              | Do              | Lu              | Ma              | Me              | Gi              | Ve              | Sa              | Do              | Lu              | Ma              | Me              | Gi              | Ve              | Sa              | Do              | Lu              | Ma              | Me              | Gi              | Ve              | Sa              | Do              | Lu              |                 |                 |
| Luglio          | Ma              | Me              | Gi              | Ve              | Sa              | Do              | Lu              | Ma              | Me              | Gi              | Ve              | Sa              | Do              | Lu              | Ma              | Me              | Gi              | Ve              | Sa              | Do              | Lu              | Ma              | Me              | Gi              | Ve              | Sa              | Do              | Lu              | Ma              | Me              | Gi              |                 |
| Agosto          | Ve              | Sa              | Do              | Lu              | Ma              | Me              | Gi              | Ve              | Sa              | Do              | Lu              | Ma              | Me              | Gi              | Ve              | Sa              | Do              | Lu              | Ma              | Me              | Gi              | Ve              | Sa              | Do              | Lu              | Ma              | Me              | Gi              | Ve              | Sa              | Do              |                 |
| Settembre       | Lu              | Ma              | Me              | Gi              | Ve              | Sa              | Do              | Lu              | Ma              | Me              | Gi              | Ve              | Sa              | Do              | Lu              | Ma              | Me              | Gi              | Ve              | Sa              | Do              | Lu              | Ma              | Me              | Gi              | Ve              | Sa              | Do              | Lu              | Ma              |                 |                 |
| Ottobre         | Me              | Gi              | Ve              | Sa              | Do              | Lu              | Ma              | Me              | Gi              | Ve              | Sa              | Do              | Lu              | Ma              | Me              | Gi              | Ve              | Sa              | Do              | Lu              | Ma              | Me              | Gi              | Ve              | Sa              | Do              | Lu              | Ma              | Me              | Gi              | Ve              |                 |
| Novembre        | Sa              | Do              | Lu              | Ma              | Me              | Gi              | Ve              | Sa              | Do              | Lu              | Ma              | Me              | Gi              | Ve              | Sa              | Do              | Lu              | Ma              | Me              | Gi              | Ve              | Sa              | Do              | Lu              | Ma              | Me              | Gi              | Ve              | Sa              | Do              |                 |                 |
| Dicembre        | Lu              | Ma              | Me              | Gi              | Ve              | Sa              | Do              | Lu              | Ma              | Me              | Gi              | Ve              | Sa              | Do              | Lu              | Ma              | Me              | Gi              | Ve              | Sa              | Do              | Lu              | Ma              | Me              | Gi              | Ve              | Sa              | Do              | Lu              | Ma              | Me              |                 |